# Měchožil zhoubný
Měchožil zhoubný (Echinococcus granulosus) je drobná 2–7 mm dlouhá tasemnice z čeledi Taeniidae s dvojhostitelským cyklem, která parazituje ve střevech psovitých šelem, ale nevyvolává klinické onemocnění. Mezihostitelem jsou kopytníci, u kterých tvoří měchýřovité larvocysty o průměru 1–15 cm. E. granulosus se vyskytuje kosmopolitně, mezi oblasti s vysokým endemickým výskytem patří například oblast Středomoří, Blízký východ, jižní polovina Latinské Ameriky. Člověk se může nakazit vajíčky E. granulosus jako náhodný mezihostitel. Infekce člověka tasemnicí E. granulosus je chronická s inkubační dobou několika let. Toto závažné onemocnění charakterizované přítomností velkých cyst v játrech, plicích nebo jiných orgánech se nazývá cystická echinokokóza (zkratka CE) či cystická hydatidóza. Původně se druh členil na genotypy, dnes se rozlišuje 5 samostatných druhů: E. granulosus sensu stricto, E. equinus, E. ortleppi, E. canadensis a E. felidis. Okolo 88 % případů CE u lidí je způsobeno genotypem 1 (E. granulosus s. s.), jenž cirkuluje mezi psy a ovcemi. Zbylých 12 % případů u lidí způsobuje E. canadensis (genotypy 6 a 7).

Výskyt E. granulosus na území ČR je vzácný. V letech 2005–2007 bylo hlášeno jen několik případů cyst u skotu, prasat a ovcí na jateční prohlídce. V České republice je cystická echinokokóza u lidí diagnostikována sporadicky a většinou se jedná o nákazu importovanou ze zahraničí.

## Morfologie a vývojový cyklus

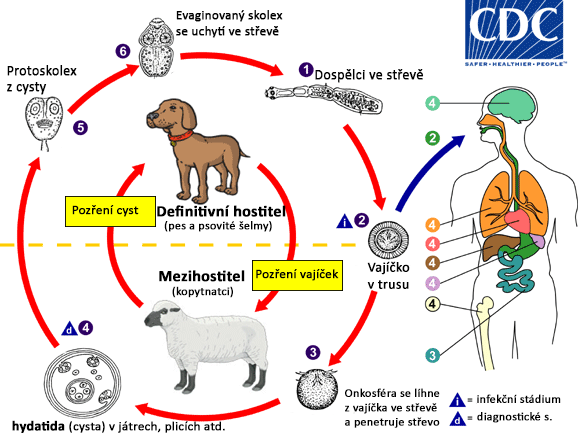
Vývojový cyklus měchožila zhoubného

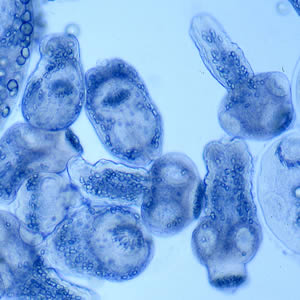
Protoskolexy jsou zárodky tasemnic měchožila zhoubného uvnitř cysty

Dospělé tasemnice jsou dorsoventrálně zploštělé a jejich tělo je tvořeno skolexem (hlavička) a pouze třemi proglotidy (články) o celkové délce 2–7 mm. Poslední článek je největší a obsahuje plně vyvinutou dělohu s vajíčky. Skolex je vybaven čtyřmi přísavkami a jednou řadou háčků. Dospělci E. granulosus jsou uchyceni pomocí skolexu na sliznici tenkého střeva definitivního hostitele (pes). Dospělci přijímají živiny ze střevního obsahu přes tegument. Počet dospělců v tenkém střevě definitivního hostitele je většinou ve stovkách. Přítomnost dospělců ve střevě psa způsobuje jen omezenou lokální imunitní reakci ve střevě a samotná infekce psů je tak zcela bez klinických projevů. Vajíčka z terminálních článků E. granulosus se uvolňují kontinuálně do prostředí spolu s trusem. Vajíčka jsou kulatá o velikosti 32–40 µm, morfologicky neodlišitelná od vajíček rodu Taenia. Uvnitř vajíčka je larva zvaná „onkosféra“ se šesti háčky obklopená radiálně žíhanou vrstvou označovanou jako „embryofor“. U infikovaných psů mohou vajíčka ulpívat na srsti nebo se při samočištění psů mohou dostat např. na tlamu či jazyk psů. Vajíčka v prostředí kontaminují travnatý porost a půdu v místech kálení či pohybu nakažených psů. Mezihostitel (nejčastěji ovce) se nakazí pozřením vajíček na pastvě. V tenkém střevě se z vajíček líhne larva (onkosféra), jež penetruje střevní stěnu a krevním oběhem je zanesena do orgánů – u ovcí nejčastěji do jater nebo plic. V játrech uchycená onkosféra dá vzniknout měchýřkovité cystě (hydatida). Z vnitřní tzv. zárodečné vrstvy se oddělují menší dceřiné cysty, jež se uvolňují do tekutého vnitřního prostoru cysty. V dceřiných cystách se formují zárodky malých tasemnic, tzv. protoskolexy. Dochází zde k nepohlavnímu rozmnožování. Z jednoho vajíčka, respektive jedné onkosféry se tak vyvine jedna cysta ale s mnoha protoskolexy. Cysty rostou pomalu a mohou dosáhnout značných rozměrů – nejčastěji mezi 1–15 cm, avšak cysty o průměru 20 cm a více nejsou výjimkou. Zralá cysta je bělavé barvy s tenkou stěnou, obsahuje tekutinu se stovkami až tisíci volných protoskolexů (označuje se „hydatický písek“). Definitivní hostitel se nakazí pozřením orgánů s těmito cystami. V případě domácích zvířat jde o zkrmování orgánů z poraženého dobytka psům. U volně žijících zvířat jde o klasický cyklus býložravec–predátor.

### Vybrané biologické vlastnosti
Velikost genomu E. granulosus se pohybuje okolo 150 MBp. Počet genů se odhaduje mezi 10 300 až 11 300. Zajímavostí u tasemnic rodu Echinococcus je přítomnost nediferencovaných tzv. zárodečných buněk, jež jsou jakousi obdobou kmenových buněk u savců. Zárodečné buňky jsou přítomny jak uvnitř vajíčka v onkosféře, tak v zárodečné vrstvě cysty a zárodku protoskolexu. Hrají významnou roli v metamorfóze z onkosféry v cystu, ale i při samotném růstu cysty a tvorbě protoskolexů. Překvapivý byl i objev protinádorového působení mucinových peptidů E. granulosus. Tyto mucinové peptidy stimulují Th1-imunitní odpověď a činnost NK-buněk. Tato studie naznačuje, že nové vakcíny proti nádorům by se mohly připravovat z látek produkovaných parazity. 

## Systematika vrámci druhuE. granulosus
Bylo popsáno celkem 11 různých genotypů E. granulosus. Jednotlivé genotypy se od sebe liší hostitelským spektrem a rozšířením. Morfologické rozdíly jsou minimální. Nejrozšířenějším genotypem měchožila zhoubného je genotyp 1 (G1, také označovaný jako E. granulosus sensu stricto). Globálně je G1 zodpovědný za 88 % případů CE u lidí. Genotypy G6 a G7 jsou původci 11 % případů CE u lidí. Ostatní genotypy byly hlášeny jako původci onemocnění zcela sporadicky nebo u nich není žádný zoonotický potenciál.
Fylogenetické studie však vedly k vyčlenění některých genotypů E. granulosus do samostatných druhů. Všechny druhy způsobující CE se dnes označují jako Echinococcus granulosus sensu lato. Genotypy 1 až 3 patří k druhu E. granulosus sensu stricto. Koňský genotyp G4 patří k druhu E. equinus. Africký kmen objevený u lvů se nyní označuje jako E. felidis. U velbloudího genotypu G6 a prasečího G7 byla prokázána blízká příbuznost s jelením G8 a G10. Dle některých autorů se tak na základě fylogenetických analýz řadí genotypy G6, G7, G8 a G10 do nového druhu Echinococcus canadensis. Jiní autoři se kloní k rozdělení do dvou druhů: E. intermedius (G6/G7) a E. canadensis (G8/G10). Lymbery et al. (2015) navrhuje členění do tří druhů: E. intermedius (G6/G7), Echinococcus borealis (G8) a E. canadensis (G10). Systematika v rámci genotypů G6, G7, G8 a G10 tak zůstává dosud nevyřešena. Genotyp G9 popsaný u pacientů s CE v Polsku byl později identifikován jako G7 a samotná existence G9 tak byla zpochybněna. V roce 2016 byl z jednoho pacienta s CE v Etiopii izolován zcela nový genotyp označovaný jako GOmo. Má se za to, že se jedná o jakýsi přechod mezi E. granulosus sensu stricto (G1-G3) a lvím kmenem E. felidis a pravděpodobně se vyskytuje pouze u volně žijících zvířat. Přehled genotypů E. granulosus, jejich hostitelů a geografické rozšíření je shrnuto v tabulce níže.
| Druh                | Genotyp  | Mezihostitel                                      | Definitivní hostitel            | Rozšíření                                                     | Infekce člověka |
| ------------------- | -------- | ------------------------------------------------- | ------------------------------- | ------------------------------------------------------------- | --------------- |
| E. granulosus s. s. | G1       | ovce, koza, skot, prase, velbloud, klokanovití    | pes, liška, dingo, šakal, hyena | kosmopolitní                                                  | ano             |
| E. granulosus s. s. | G2       | ovce, skot (?)                                    | pes, liška                      | Tasmánie, Argentina                                           | ano             |
| E. granulosus s. s. | G3       | buvol                                             | pes                             | Asie                                                          | ?               |
| E. equinus          | G4       | koňovití                                          | pes                             | Evropa, Blízký východ, Jižní Afrika                           | ne              |
| E. ortleppi         | G5       | skot, buvol, ovce, koza                           | pes                             | Evropa, Jižní Afrika, Indie, Nepal, Sri Lanka, Rusko          | ano             |
| E. canadensis       | G6       | velbloud, skot, koza                              | pes                             | Střední východ, Írán, Afrika, Čína, Nepál, Argentina          | ano             |
| E. canadensis       | G7       | prase                                             | pes                             | Polsko, Slovensko, Ukrajina, Rusko, Pobaltské země, Argentina | ano             |
| E. canadensis       | G8       | jelenovití                                        | vlk, pes                        | Severní Amerika, Eurasie                                      | ano             |
| E. canadensis       | G10      | jelenovití                                        | vlk, pes                        | Skandinávie, Pobaltí, Rusko                                   | ano             |
| E. felidis          | lví kmen | zebra, pakůň, prase bradavičnaté, buvol, antilopy | lev                             | Afrika                                                        | ?               |

## Epidemiologie

### Typy cyklů

Schematicky zobrazený cyklus měchožila zhoubného (šipky ukazují směr přenosu)

Vývojový cyklus měchožila zhoubného existuje ve dvou hlavních formách. Domestikovaný cyklus, ve kterém je definitivním hostitelem pes domácí a mezihostitelem domácí kopytnatci. V sylvatickém cyklu je definitivním hostitelem volně žijící psovitá šelma a mezihostitelem volně žijící kopytnatci. Jednotlivé formy cyklů se mohou prolínat. Například domestikovaný cyklus v podobě pes–ovce je rozšířen v řadě oblastí s intenzivním pastevectvím. Ovšem v Austrálii se od ovcí často nakazí i volně žijící psi dingo, kteří potom mohou šířit tasemnici do volné přírody na klokany. Naopak u sylvatického cyklu známého např. ze Skandinávie (genotypy 8 a 10), kde echinokok koluje výhradně mezi vlky a soby polárními, může sporadicky dojít k infekci loveckých psů. Největší riziko z hlediska přenosu CE na člověka představuje domestikovaný cyklus pes–ovce.

### Faktory ovlivňující přenos

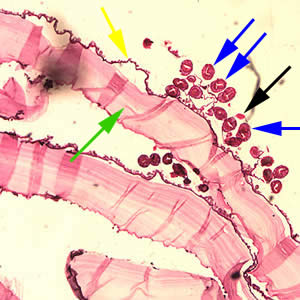
Příčný řez stěnou cysty Echinococcus granulosus

U domestikovaného cyklu pes–ovce hraje z hlediska přenosu zcela zásadní roli zkrmování vnitřností porážených infikovaných ovcí psům. V rozvojových zemích, ale i na venkově některých vyspělých zemí (např. ve Středomoří) se domácí přežvýkavci často porážejí přímo v hospodářstvích, kde se chovají, a to bez jakékoli veterinární prohlídky. Vnitřnosti porážených zvířat se buď používají cíleně ke zkrmení psům, nebo se nechávají ležet volně na zemi a jsou tak psům dostupné. Sociokulturní faktory, jako jsou např. náboženské rituály nebo kulturní tradice, také přispívají k šíření parazita. Například ve studii v Kosovu bylo prokázáno, že muslimský svátek obětování zvyšuje incidenci echinokokózy u tamních psů. V Kosovu na venkově jsou během tohoto svátku tradičně poráženy starší ovce, kozy či skot přímo v domácnostech. Orgány z poraženého dobytka jsou pak zkrmovány domácím psům. Velmi silná korelace mezi zimním zkrmováním vnitřností psům a vysokou promořeností psů echinokokem byla pozorována v Tibetu. Rovněž incidence CE u lidí může někdy být ovlivněna etnickou příslušností.
Vnější faktory, jako je vlhkost a teplota, mají vliv pouze na délku přežívání a infektivitu vajíček E. granulosus v prostředí, ale nijak neregulují populaci parazita. Vajíčka v dostatečně vlhkém prostředí přežívají několik týdnů až měsíců bez ohledu na teplotu. Při vyschnutí však ihned hynou, respektive ztrácejí infekceschopnost. Vajíčka E. granulosus se s trusem infikovaných psů mohou dostat do půdy, vody nebo na travnatý porost. K šíření vajíček v prostředí by mohli přispívat i ptáci, brouci a mouchy. Například mouchy bzučivky, které často sedají na trus zvířat, mohou pravděpodobně mechanicky přenášet vajíčka na další travnatý porost, ovocné plody a zeleninu. Člověk se nakazí perorálně (ústy) při nedostatečné hygieně, konzumací neumyté zeleniny a ovoce či pitím vody kontaminované vajíčky. Rovněž se uvádí přímý kontakt se psem. Vajíčka měchožila totiž často ulpívají na srsti psa v oblasti řitě, stehen, tlamy či končetin.

### Rozšíření
Výskyt E. granulosus byl dokumentován minimálně ve 100 zemích na všech kontinentech s výjimkou Antarktidy. Nicméně problém CE u lidí se týká především zemí s vysokým endemickým výskytem. Mezi tyto oblasti patří oblast Středozemního moře, Rusko, Blízký východ, Čína, severní a východní část Afriky a jižní polovina Latinské Ameriky. Incidence CE v některých evropských zemích se pohybuje od méně než jednoho případu po více než 8 případů na 100 000 obyvatel ročně. Rizikové faktory a demografické údaje ve vztahu k CE se liší mezi studiemi. Například v Lotyšsku bylo mezi lety 2002 a 2012 diagnostikováno celkem 93 pacientů s CE. Z toho 73 % byly ženy ve věku 56–65 let, 72 % pacientů pocházelo z venkova, 56 % vlastnilo psa a 35 % chovalo dobytek. V Jordánsku a Kyrgyzstánu byla jako rizikový faktor uváděna pitná voda. Naopak ve Walesu nebyl prokázán žádný vztah mezi přítomností psa či farmařením a onemocněním CE u lidí.

#### Výskyt v Česku
E. granulosus se na území ČR vyskytuje sporadicky a zejména o výskytu u zvířat není mnoho informací. Údaje o výskytu u psů a volně žijících psovitých chybějí. Dle údajů z veterinárních prohlídek provedených v letech 2005–2007 byly cysty E. granulosus v ČR evidovány celkem u 6 kusů skotu, 267 prasat a 33 ovcí. S ohledem na počet porážených zvířat za rok (skot cca 200 000, prasata 2 600 000, ovce a kozy 10 000) se jedná o zanedbatelný výskyt. V 70. letech 20. století byl dokumentován jeden případ cystické echinokokózy u kamzíka horského v Lužických horách. V období 1987–2014 Národní referenční laboratoř pro tkáňové helmintózy vyšetřila serologicky na přítomnost protilátek proti E. granulosus celkem 23 078 lidí, přičemž nákaza byla potvrzena u 81 pacientů. Z toho 31 pacientů s CE bylo české národnosti. U většiny pacientů se cysty lokalizovaly v játrech. Pouze u několika z těchto případů uváděli pacienti v anamnéze, že nikdy nevycestovali do zahraničí, a tudíž se mohlo jednat o autochtonní infekci. 

## Klinické příznaky
U definitivních hostitelů s dospělými tasemnicemi ve střevě se nevyskytují žádné klinické projevy, a to ani při vysokých počtech (tisíce) tasemnic. Měchožil zhoubný je tak nebezpečný pouze ve formě larvocysty (hydatida) v orgánech mezihostitele (kopytnatci a člověk).

### Klinické příznaky u lidí

Příklady různých typů cyst u pacientů s CE při ultrazvukovém vyšetření

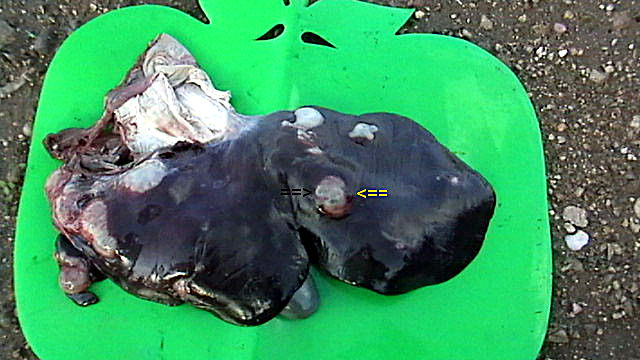
Hydatické cysty v játrech ovce

Inkubační doba cystické echinokokózy (CE) se pohybuje od 1 roku do 20 let. Nemoc je proto diagnostikována mnohem častěji u dospělých než u mladistvých a dětí. Vzhledem k délce života člověka v porovnaní s kopytnatci mohou larvocysty u lidí dorůstat daleko větších rozměrů než u zvířat. Nejčastěji jsou diagnostikovány cysty velikosti 1–15 cm. Byly dokumentovány i cysty o průměru větším než 20 cm. Největší zdokumentovaná cysta u člověka na světě měřila 45 × 35 × 25 cm. U většiny pacientů (40–80 %) bývají cysty solitérní – tedy jedna cysta v jednom orgánu. Mnohočetné cysty vznikající při uchycení více onkosfér v těle jsou ojedinělé. Nejčastěji zasaženým orgánem jsou játra (69–74 % případů) a dále plíce (18–22 % případů). Průměrný poměr infekcí jater a plic je 2,5 : 1. Záchyt cyst v jiných orgánech je méně častý. Cysty byly zjištěny např. v dutině břišní a pánevní (<5,2 %), ledvinách (<3,7 %), slezině (<3,3 %), svalech a kůži (<2,2 %), mediastinu (<1,1 %), mozku (<0,9 %), kostech (<0,6 %) a vaječnících (<0,2 %).
Klinický obraz nemoci závisí na velikosti a lokalizaci cysty a stavu pacienta. Asymptomatický průběh je nejčastější v prvních několika letech infekce. Studie z Argentiny ukazují, že u lidí s cystou do průměru 4–7,5 cm nejsou zpravidla žádné klinické potíže. Proto také bývají cysty u zdravých nosičů diagnostikovány jako náhodný nález při ultrazvukovém či tomografickém vyšetření. Po překonání bezpříznakové fáze se CE projevuje v závislosti na lokalizaci cyst. Cysty v játrech se manifestují bolestí v nadbříšku, zvětšením jater, cholestázou, biliární cirhózou, portální hypertenzí a ascitem. Při prasknutí cysty může dojít k anafylaktickému šoku nebo vzniku sekundární CE – tzn. dojde k rozesetí protoskolexů do dalších orgánů a vzniku dalších cyst. Dle studie z Lotyšska si většina diagnostikovaných pacientů s CE stěžovala na bolesti nebo napětí břicha, nevolnost, žloutenku a svědění kůže. Plicní forma CE se projevuje nejčastěji chronickým kašlem, vykašláváním, dušností, hemoptýzou, zánětem pohrudnice, zánětem plic či vznikem abscesů. Cysty v mozku způsobují neurologické příznaky, jako jsou bolesti hlavy, epileptické záchvaty a kóma.

### Klinické příznaky u zvířat
Vzhledem k relativně krátké době života dorůstají cysty u ovcí velikosti ping-pongového míčku, u koní pak míčku tenisového. V oblastech s endemickým výskytem může být prevalence u ovcí až 98%. Cysty se lokalizují přibližně ve stejném poměru v játrech a plicích u ovcí, převážně v játrech u koní a převážně v plicích u skotu. S ohledem na malou velikost cyst nedochází u ovcí k žádným výrazným klinickým projevům. Dle OIE může u infikovaného dobytka docházet ke snížení hmotnostních přírůstků a produkce mléka, kvality vlny a reprodukčních parametrů. Ztráty pro chovatele souvisejí i s konfiskací orgánů na jatkách.

## Diagnostika

### Diagnostika u lidí
Cystická echinokokóza u lidí se diagnostikuje pomocí zobrazovacích a serologických metod. Ze zobrazovacích metod jde především o ultrasonografické a rentgenové vyšetření, výpočetní tomografii a magnetickou rezonanci. V oblastech s vysokým endemickým výskytem dochází k záchytu cyst často jako náhodného nálezu při ultrazvukovém či rentgenovém vyšetření hrudníku a dutiny břišní indikovaném z jiných důvodů. WHO klasifikuje charakter cyst při ultrazvukovém vyšetření na kategorie aktivní cysty, přechodné stadium a cysty neaktivní. Další standardní vyšetřovací metodou je serologie, která slouží k potvrzení nálezů ze zobrazovacích metod. S využitím nativního nebo rekombinantního antigenu lze detekovat specifické protilátky (IgG) v séru pacientů metodou ELISA nebo metodou Western blot. Senzitivita i specificita metody s rekombinantním 32kDa antigenem je vyšší než s nativním antigenem. Problém nativního antigenu spočívá především ve zkřížené reakci s protilátkami proti příbuznému E. multilocularis.

### Diagnostika u psů
Psi a volně žijící psovité šelmy vylučují zralé články s vajíčky nebo již volná vajíčka echinokoka trusem. Přítomnost vajíček E. granulosus v trusu je však velmi kolísavá. Navíc vajíčka nelze morfologicky odlišit od příbuzného rodu Taenia. Proto klasické koprologické vyšetření s izolací vajíček ze vzorku trusu a jejich mikroskopickou identifikací není průkazné a informativní.

V minulosti byla jako standardní diagnostický postup používána pitva psů nebo klystýrování psů. Při pitvě se suspektním psům odebírá tenké střevo, které se promývá. Vzhledem k malé velikosti tasemnic je indikováno mikroskopické vyšetření seškrabů ze sliznice. Specificita tohoto patologického vyšetření je až 100 % v oblastech, kde se nevyskytuje E. multilocularis. V případě výskytu obou druhů na daném území a pro genotypové určení je nutné použít molekulární metody. Sensitivita pitvy je vysoká (až 97 %), u slabých infekcí však klesá a hrozí riziko falešně negativního nálezu. Z intravitálních metod je desítky let používaným postupem tzv. pročištění střev silným projímadlem, kdy je ze střeva vypuzena i část tasemnic. Vyšetřovaní psi jsou umístěni na plastikové podložky (zpravidla velký igelitový pytel) a podává se jim silné rostlinné či chemické (soli) projímadlo. Zpravidla do 30–60 min dochází k evakuaci střevního obsahu, který se následně mikroskopicky vyšetří. Nevýhodou je, že u některých psů dochází k nedostatečnému projímacímu efektu. Krom toho na některé jedince může mít projímadlo i vedlejší toxické účinky. Kvůli vysokému riziku infekce člověka platí jak pro pitevní vyšetření, tak pro metodu s projímadlem přísné bezpečnostně-hygienické zásady (ochranné oděvy, rukavice a roušky).
Z moderních metod se nejčastěji používají koproantigen ELISA anebo koproPCR. Při metodě koproantigen ELISA se ve vzorku trusu detekuje přítomnost specifických antigenů E. granulosus pomocí imuno-enzymatické reakce. Obdobně lze prokázat v trusu i přítomnost DNA metodou PCR. V neposlední řadě lze stanovit specifické protilátky proti E. granulosus v séru infikovaných psů. Serologické vyšetření psů má z uvedených metod nejnižší citlivost.

### Diagnostika u domácích přežvýkavců
Cysty měchožila u ovcí, koz a skotu jsou diagnostikovány při veterinární jateční prohlídce, při které se mimo jiné játra a plíce kontrolují zrakem, palpačně a naříznutím. Malé cysty mohou být přehlédnuty. Alternativou může být vyšetření živých zvířat ultrazvukem. To se však provádí jen v endemických oblastech při cíleném screeningu.

## Terapie
Při léčbě cystické echinokokózy u lidí se uplatňují 4 základní postupy: chirurgické odstranění cysty, metoda PAIR (drenáž cysty), anthelmintika nebo pouhé pozorování pacienta. Chirurgické odstranění je poměrně efektivní, s minimem recidiv. Ne vždy je však chirurgický přístup možný. Navíc vždy existuje malé riziko prasknutí cysty spojené s rozesetím protoskolexů po těle pacienta. Při metodě PAIR (zkratka anglických výrazů: Punction, Aspiration, Injection, Reaspiration) se cysta napíchne kanylou přes kůži pod kontrolou ultrazvuku a odsaje se tekutý obsah s protoskolexy. Dovnitř se poté aplikuje 95% ethanol (nebo silně koncentrovaný roztok soli), jenž zahubí protoskolexy a buňky zárodečné vrstvy cysty. Ethanol se následně odsaje a cysta se nakonec promyje fyziologickým roztokem. Výhodou drenáže cysty je neinvazivnost (není třeba operace). Drenáž je kontraindikována v případě cyst v mozku, srdci nebo páteři, u cyst menších než 5 cm, cyst ležících v blízkosti velkého rozvětvení žlučovodů. Jak chirurgickou, tak drenážní metodu lze podpořit anthelmintickou léčbou. Samostatně se anthelmintika podávají pouze tehdy, pokud nelze aplikovat chirurgii ani drenáž. V těchto případech je doporučována dlouhodobá aplikace albenadazolu (10–15 mg/kg) nebo mebendazolu (40–50 mg/kg) po dobu minimálně 3–6 měsíců. Samostatná anthelmintická terapie však má pouhou asi 30% úspěšnost a vysoký podíl recidiv.
Domácí přežvýkavci se neléčí. U psů stačí jednorázová aplikace prazikvantelu.

## Prevence a eradikace

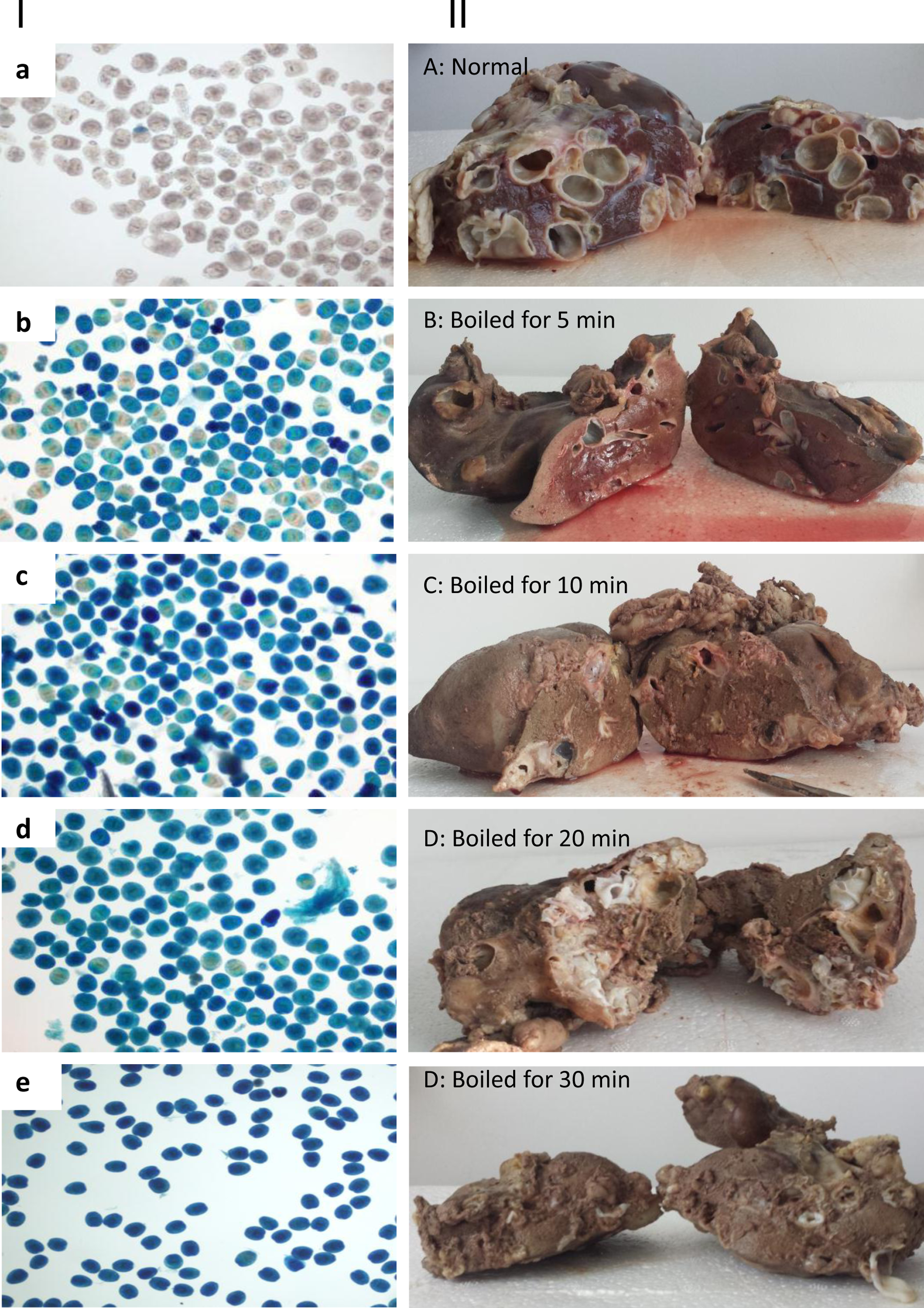
Za jedno z preventivních opatření lze považovat tepelnou úpravu vnitřností; experimentální studie ukázala, že minimální doba varu pro bezpečnou devitalizaci protoskolexů je 30 minut

Prevence a eradikace měchožila zhoubného stojí na několika opatřeních. V prvé řadě je to vzdělávání lidí, zejména chovatelů dobytka v endemických oblastech. Cílem je snížit nebo zcela omezit domácí porážky přežvýkavců bez veterinárních prohlídek a především zamezit zkrmovaní čerstvých orgánů psům. Dále sem patří pravidelné odčervování psů (prazikvantel). Existuje i vakcína pro ovce se zhruba 90% účinností. Důležitý je rovněž diagnostický monitoring dobytka a pasteveckých psů. Na těchto pilířích je postavena eradikace E. granulosus v chovech dobytka na národní či lokální úrovni. Mezi země s úspěšnou eradikací CE patří Island, Nový Zéland a Tasmánie. Tyto státy mají status země dočasně prosté E. granulosus. Nicméně i 30 let po eradikaci CE v Tasmánii jsou zde stále hlášeny ojedinělé nálezy cyst u skotu. Částečně úspěšný ozdravovací program proběhl v Uruguayi a jednom regionu Argentiny. V ostatních zemích ozdravovací programy zatím selhávají.
V oblastech s endemickým výskytem platí vysoké bezpečnostní požadavky pro lidi manipulující se s kadávery psů a psovitých šelem, jejich střevy či trusem. Ochranné oděvy, gumové rukavice a holínky i roušky jsou nutností zejména při klystýrování psů a manipulaci s kadávery a trusem psů. Dekontaminaci kadáverů, střev a trusu lze provést hlubokým mrazením při teplotách −80 °C minimálně po dobu 48 hodin nebo při −70 °C minimálně po dobu 96 hodin. Vajíčka E. granulosus jsou stále infekční při −20 °C. Inaktivaci vajíček lze provést vysokou teplotou, a to při 60–80 °C po dobu minimálně 5 minut. Jako preventivní opatření se uvádí i tepelná úprava vnitřností z ovcí a koz před zkrmením psům. Minimální doba varu vnitřností nutná k devitalizaci protoskolexů je 30 minut.
Při cestování se psy vyžaduje řada států jako ochranu před zavlečením parazita jejich odčervení širokospektrálními anthelmintiky a prazikvantelem. Povinná dehelmintizace platí pro import psů např. na Island, do Tasmánie či Norska. Hlavním smyslem takového opatření je právě ochrana území před zavlečením E. granulosus a E. multilocularis. 

## Příbuzný druh
Příbuzným druhem je měchožil bublinatý (Echinococcus multilocularis), lidově „liščí tasemnice“, jenž způsobuje alveolární formu echinokokózy u lidí.